# Atlapetes melanolaemus
Tico-tico-de-faces-pretas ou tico-tico-melânico (Atlapetes melanolaemus) é uma espécie de ave da família Emberizidae.
É endémica do Peru.
Os seus habitats naturais são: regiões subtropicais ou tropicais húmidas de alta altitude e florestas secundárias altamente degradadas.